# Niels Madsen (gårdejer)
 For alternative betydninger, se Niels Madsen. (Se også artikler, som begynder med Niels Madsen)
Niels Madsen (født 4. juni 1813 i Asperup Sogn, død 31. august 1868 i Hillerød) var en dansk jurist, gårdejer og politiker.
Niels Madsen, kaldet N. Madsen blev født i Asperup Sogn øst for Middelfart i 1813 som søn af stænderdeputeret, gårdejer Mads Hansen. Han blev exam.jur. i 1839. Han ejede sin fødegård fra 1847 til 1857. Fra 1852 til 1862 var Madsen branddirektør i Vends Herred, og tillige 1854-1857 konstitueret birkedommer i Wedellsborg Birk. I 1862 blev han fuldmægtig i Justitsministeriets brandforsikringskontor før han igen i 1864 igen blev branddirektør, først i Skanderborg og fra 1867 i Hillerød.
N. Madsen var amtsrådsmedlem i Assens Amtskommune 1848-1856. Han var formand for gårdmandshoveriets afløsning i 6. Landstingskreds og for jagtafløsningen i Odense Amt 1852-1862. Han var i 1847 medstifter af Brandforsikringen for Vends og Baag Herreder og dens formand indtil 1852. Fra 1855 til 1662 var han medlem af repræsentantskabet for Landbygningernes Brandforsikring.
Madsen blev i 1848 valg ved kåring i Vissenbjerg til Den Grundlovgivende Rigsforsamling. Senere tillede han op i Middelfartkredsen til Folketingsvalget i oktober 1866, men tabte til gårdejer Niels Larsen som blev kåret.
Han blev udnævnt til kancelliråd i 1856.